# Marie Le Seur
Marie Elise Henriette Le Seur (* 1. Januarjul. / 13. Januar 1843greg. in Riga; † 15. April 1898 in Gotha) war eine deutsche Theaterschauspielerin.

## Leben
Als junge Harfenistin wirkte die spätere Theaterschauspielerin in der Spielzeit vom 1. Januar 1868  bis Anfang August 1869 in Riga, nachdem sie von einem Gastauftritt in der russischen Hauptstadt Sankt Petersburg kam.  Gelegentlich trat sie auch als Klavierspielerin auf. Zum Theater kam sie über ihre Mutter, Bertha Le Seur, die Liebhaberinnen spielte und kleine Gesangspartien übernahm sowie Mitglied eines Chores von 1837 bis 1845 war.
In Deutschland wurde Fräulein Le Seur als Harfenspielerin aus Petersburg erstmals in Nürnberg beschäftigt.
Unter dem Erbauer und Direktor des Victoria-Theaters, Rudolf Cerf, und dem Dramaturgen Julius Lasker zählte Frl. Le Seur Anfang der 1870er Jahre zum Darstellenden Personal dieses Berliner Theaters. Sie wohnte 1871 in der Krausnickstraße 16 in Berlin und gab als Berufsbezeichnung „Schauspielerin“ an.
Auch im Jahre 1876 wurde Marie Le Seur im Adressbuch für Berlin mit dem Beruf „Schauspielerin“ erfasst und sie wohnte nach einem Umzug in der Nr. 176 der Alten Jacobstraße. Als Mitglied einer „Reisenden Gesellschaft“ war Marie Le Seur an einem Gastspiel in Brieg 1876 beteiligt.
1880 war ihre Anschrift in Berlin: Alte Jakobstraße 5. Während die Schauspielerin als „Rentiere“ bezeichnet wurde, nannte das Berliner Adressbuch Hubert Le Seur als Betreiber eines Restaurants im Souterrain des Hauses Mauerstraße 37. Anschließend betrieb der so genannte „Restaurateur“ eine Gastwirtschaft im Kellergeschoss der Hagelberger Str. 34 in Berlin-Kreuzberg.
Als Marie Le Seurs ältester Sohn Eduard 1891 Schauspieler-Volontär in Berlin war, hatte sie dieselbe Anschrift: Oranienstraße 97 a in der deutschen Reichshauptstadt und ebenso 1889 sowie 1891. Im Adressbuch Berlins, Ausgabe 1892, wurde vermerkt, dass M. Le Seur, in der Johanniterstraße 8 – unweit der Berliner Stadtmission, wo ihr jüngster Sohn später arbeitete – eine Wohnung hatte.
Während M. Le Seur im Jahre 1893 am Theater in Brieg gastierte, arbeitete ihr Erstgeborener, Eduard, als Schauspieler in Görlitz und hatte bereits im Vorjahr in Brieg gastiert. Am Brieger Stadttheater spielte Marie Le Seur Anstandsdamen und Mütter.
Am  Aachener Stadttheater war sie in der Spielzeit vom 15. September 1895 bis Palmsonntag 1896 als Darstellendes Mitglied tätig.
Vor ihrem frühen Tod im Alter von 55 Jahren wirkte sie in Hanau am Stadttheater, wo sie schon in der Spielzeit 1. Oktober 1893 bis zum 1. April 1894 tätig war.
Sie gehörte zuletzt zum Ensemble der Herzoglichen Hoftheater des Herzogtums Sachsen-Coburg und Gotha. Das Ableben der Herzogliche Hofschauspielerin, Frau Le Seur, teilten diese Theater im Neuen Theater-Almanach landesweit mit.
Marie Le Seur war Mitglied in der Genossenschaft Deutscher Bühnen-Angehöriger.

## Trauerfeier
Ihr jüngster Sohn Paul hielt die Predigt auf der Beerdigung der Schauspielerin Marie Le Seur, an der „viele Menschen“, darunter die weiteren Söhne Eduard und Walter, Anteil nahmen. In seinem Gedicht Meine erste Predigt beschrieb der Autor und angehende evangelische Pastor Paul Le Seur einfühlsam die Trauerfeier für seine Mutter mit den Schlussversen:
Ich stand im Kerzenglanz vor dem Altare –

und mir zu Füßen lag im engen Schrein,

im Frühlingsblütenschmuck auf schwarzer Bahre

mein totes Mütterlein …
Nahezu zehn Wochen später ist Pauls, Walters und Eduards „Vater nach langem Siechtum heimgerufen worden“.